# Xiaotian Chi
Xiaotian Chi (chinesisch 小天池 ‚Kleiner-Himmel-Tümpel‘) ist ein kleiner, runder See an der Ingrid-Christensen-Küste des ostantarktischen Prinzessin-Elisabeth-Lands. Er liegt in einer Senke am Südhang des Zijin Shan am nördlichen Ende der Halbinsel Xiehe Bandao in den Larsemann Hills.
Chinesische Wissenschaftler benannten ihn 1989 im Zuge von Vermessungs- und Kartierungsarbeiten.